# СМК-75
СМК-75 - катер разведывательный десантный.

Катер СМК-75 предназначен для разведки реки, для связи и для выполнения вспомогательных работ при устройстве переправ.

## Техническое описание
Катер СМК-75 входит в группу моторных средств понтонного парка ТМП.

### Технические характеристики
- вес – 1020 кг;
- длина – 6400 мм;
- ширина – 2000 мм;
- высота – 860 мм.